# Octochaetus tricystis
Octochaetus tricystis är en ringmaskart som beskrevs av Lee 1952. Octochaetus tricystis ingår i släktet Octochaetus och familjen Acanthodrilidae. Inga underarter finns listade i Catalogue of Life.